# Zwijgrecht
Het zwijgrecht is het recht van een verdachte om te zwijgen op vragen van de gerechtelijke autoriteiten. Het biedt rechtsbescherming aan de personen die geconfronteerd worden met een overheid die handhavend optreedt.
Een verdachte wordt in Nederland nooit onder ede gehoord en er is dus geen rechtsplicht om de waarheid te zeggen. Een beroep op dit recht is mogelijk in geval van een verdenking van een strafbaar feit. Het recht om te zwijgen moet onderscheiden worden van de verplichting voor de overheid om bij het verhoor verdachten in kennis te stellen van hun rechten, de cautieplicht. Ook in het geval dat de overheid de cautie niet heeft gegeven, blijft het recht om te zwijgen bestaan.
Het zwijgrecht is onderdeel van het beginsel van nemo tenetur prodere se ipsum, wat letterlijk "niemand is gehouden tegen zichzelf (bewijs) te leveren" betekent en het beginsel van 'nemo cogitur' wat "niemand wordt gedwongen (tegen zichzelf bewijs te leveren)" betekent. Bovendien ligt het ook vervat in het adagium Nemo tenetur se ipsam accusare, wat betekent "niemand is gehouden zichzelf te beschuldigen".
Het nemo-teneturbeginsel is volgens het Europees Hof voor de Rechten van de Mens een onderdeel van artikel 6 van het Europees Verdrag voor de Rechten van de Mens. In de Europese Unie wordt het beginsel gewaarborgd door artikel 47 van het Handvest van de grondrechten van de Europese Unie.

## Situatie in Nederland
In Nederland heeft elke verdachte het recht te zwijgen op vragen van de politie, het OM of een rechter, tijdens verhoor (art. 29 Wetboek van Strafvordering) of het onderzoek ter terechtzitting (art. 273 lid 2 Wetboek van Strafvordering).
Het zwijgrecht ziet alleen op de verklaringen van de verdachte. Het recht hangt nauw samen met het nemo tenetur-beginsel, wat inhoudt dat men niet verplicht is aan de eigen veroordeling mee te werken. Op dit beginsel is een uitzondering van toepassing:
- Een verdachte moet meewerken wanneer er sprake is van "een aan de wil van de verdachte onafhankelijk goed" en er een wettelijke verplichting tot medewerking bestaat. Zo moet een verdachte bijvoorbeeld meewerken aan een bloedonderzoek (bij een verdenking van alcoholgebruik in het verkeer). Of de verdachte moet meewerken aan het afstaan van bijvoorbeeld wangslijm, huidschilfers of haar ten behoeve van een DNA-test. Een dergelijke DNA-test kan alleen gedaan worden op verzoek van de officier van Justitie en op bevel van de rechter-commissaris. Tevens moeten er ernstige bezwaren bestaan jegens deze verdachte en moet voorlopige hechtenis voor het vermeende delict toegelaten zijn.

## Voetnoten
1. ↑  (fr) EHRM, [%22001-57809%22} Funke c. France] (25 februari 1993). Geraadpleegd op 12 mei 2024.
2. ↑  Toelichtingen bij het Handvest van de grondrechten. Publicatieblad van de Europese Unie 303/30 (14 december 2007). Geraadpleegd op 12 mei 2024.